# Gustav Schlüter
Gustav Friedrich Heinrich Schlüter (* 31. August 1837 in Justinenhof, Kreis Soldin; † 22. Dezember 1903 in Wiesbaden) war ein preußischer Generalleutnant.

## Leben
Schlüter trat am 29. März 1856 in das 35. Infanterie-Regiment (3. Reserve-Regiment) der Preußischen Armee in Luxemburg ein und avancierte bis Mitte September 1857 zum Sekondeleutnant. Ab Anfang Februar 1860 war er als Adjutant des II. Bataillons tätig und nahm 1864 im Krieg gegen Dänemark an den Kämpfen bei Missunde, Düppel sowie der Eroberung von Alsen teil. Dafür wurde Schlüter mit dem Roten Adlerorden IV. Klasse mit Schwertern ausgezeichnet. Unter Beförderung zum Premierleutnant erfolgte Mitte November 1864 seine Versetzung in das 1. Ostpreußische Grenadier-Regiment Nr. 1 „Kronprinz“ und ab Anfang Dezember des Folgejahres war er als Adjutant der 6. Infanterie-Brigade kommandiert. In dieser Eigenschaft beteiligte Schlüter sich 1866 während des Krieges gegen Österreich an der Schlacht bei Königgrätz und erhielt den Kronen-Orden IV. Klasse mit Schwertern. Unter Belassung in seinem Kommando wurde Schlüter nach dem Krieg Ende Oktober 1866 in das Infanterie-Regiment Nr. 73 versetzt. Er stieg Ende März 1868 zum überzähligen Hauptmann auf und trat am 23. Mai 1868 mit der Ernennung zum Chef der 4. Kompanie in Paderborn wieder in den Truppendienst zurück. 
1870/71 führte Schlüter seine Kompanie im Krieg gegen Frankreich in den Schlachten bei Colombey und Gravelotte sowie vor Metz. Ausgezeichnet mit dem Eisernen Kreuz II. Klasse und der Lippischen Militär-Verdienstmedaille wurde er nach dem Friedensschluss Mitte Juni 1871 als Adjutant beim übergeordneten Generalkommando des VII. Armee-Korps in Münster kommandiert. Schlüter rückte Ende März 1876 zum überzähligen Major auf und wurde Mitte September 1876 unter Entbindung von seinem Kommando in das 1. Westfälische Infanterie-Regiment Nr. 13 versetzt. Vom 9. Juli 1877 bis zum 5. Dezember 1883 folgte eine Verwendung als Kommandeur des II. Bataillons im 8. Ostpreußischen Infanterie-Regiment Nr. 45 in Metz. Anschließend wurde er unter Beförderung zum Oberstleutnant als etatmäßiger Stabsoffizier nach Osnabrück in das Ostfriesische Infanterie-Regiment Nr. 78 versetzt. Schlüter avancierte am 8. März 1887 zum Oberst und Kommandeur des Infanterie-Regiment Nr. 97 in Hanau, bevor er mit Wirkung vom 1. April 1890 als Generalmajor das Kommando über die 60. Infanterie-Brigade erhielt. Anlässlich des Ordensfestes zeichnete ihn Wilhelm II. im Januar 1892 mit dem Roten Adlerorden II. Klasse mit Eichenlaub und Schwertern am Ringe aus. In Genehmigung seines Abschiedsgesuches wurde er am 20. Juli 1892 unter Verleihung des Charakters als Generalleutnant mit Pension zur Disposition gestellt.
Seinen Ruhestand verlebte Schlüter zunächst in Straßburg, ab 1894 in Wiesbaden, wo er 1903 starb.